# Rachid Mekhloufi
Rachid Mekhloufi (12. srpna 1936, Sétif – 8. listopadu 2024) byl alžírský fotbalista, záložník. Po skončení aktivní kariéry působil jako trenér, byl trenérem reprezentace Alžírska na Mistrovství světa ve fotbale 1982.

## Fotbalová kariéra
Začínal v týmu USM Sétif. V letech 1954-1958 hrál ve francouzské Ligue 1 za AS Saint-Étienne, se kterým získal v roce 1957 mistrovský titul. V letech 1958-1962 hrál v době alžírské války za Fotbalové mužstvo Fronty národního osvobození. Po jeho rozpuštění hrál v sezóně 1961/1962 ve Švýcarsku za Servette Ženeva a s týmem získal mistrovský titul. V letech 1962-1968 hrál opět v Ligue 1 za AS Saint-Étienne a s týmem získal třikrát mistrovský titul a jedno vítězství v poháru. V letech 1968-1970 byl hrajícím trenérem SC Bastia. V Poháru mistrů evropských zemí nastoupil v 11 utkáních a dal 4 góly. Původně reprezentoval Francii, za reprezentaci Francie nastoupil v letech 1954-1958 ve 4 utkáních. Za reprezentaci Alžírska nastoupil v letech 1962-1968 v 11 utkáních a dal 2 góly.

## Ligová bilance
| Ročník                      | Zápasy | Góly | Klub             |
| --------------------------- | ------ | ---- | ---------------- |
| Ligue 1 1954/1955           | 16     | 9    | AS Saint-Étienne |
| Ligue 1 1955/1956           | 31     | 21   | AS Saint-Étienne |
| Ligue 1 1956/1957           | 30     | 25   | AS Saint-Étienne |
| Ligue 1 1957/1958           | 25     | 4    | AS Saint-Étienne |
| 1. švýcarská liga 1961/1962 | 19     | 13   | Servette Ženeva  |
| Ligue 1 1962/1963           | 20     | 14   | AS Saint-Étienne |
| Ligue 1 1963/1964           | 34     | 16   | AS Saint-Étienne |
| Ligue 1 1964/1965           | 32     | 8    | AS Saint-Étienne |
| Ligue 1 1965/1966           | 38     | 21   | AS Saint-Étienne |
| Ligue 1 1966/1967           | 38     | 12   | AS Saint-Étienne |
| Ligue 1 1967/1968           | 30     | 7    | AS Saint-Étienne |
| Ligue 1 1968/1969           | 33     | 13   | SC Bastia        |
| Ligue 1 1969/1970           | 34     | 7    | SC Bastia        |
| CELKEM Ligue 1              | 361    | 157  |                  |
| CELKEM 1. švýcarská liga    | 19     | 13   |                  |